# Camp militaire de Neubourg
Pour les articles homonymes, voir Neubourg.
Le camp de Neubourg est un camp militaire français situé dans la forêt de Haguenau, à 850 mètres au nord du village de Neubourg (commune de Dauendorf) et à 430 mètres au sud de Mertzwiller, dans le département du Bas-Rhin.
Le camp est traversé par la route départementale 227 qui le sépare en deux emprises. L'emprise "est" était utilisée comme parc de stockage par le génie tandis que l'emprise "ouest" comporte un dépôt de munitions.

## Histoire
Le camp de Neubourg est construit en 1932 pour stocker les munitions destinées aux ouvrages du Schœnenbourg et Hochwald au sein du secteur fortifié de Haguenau de la ligne Maginot. 

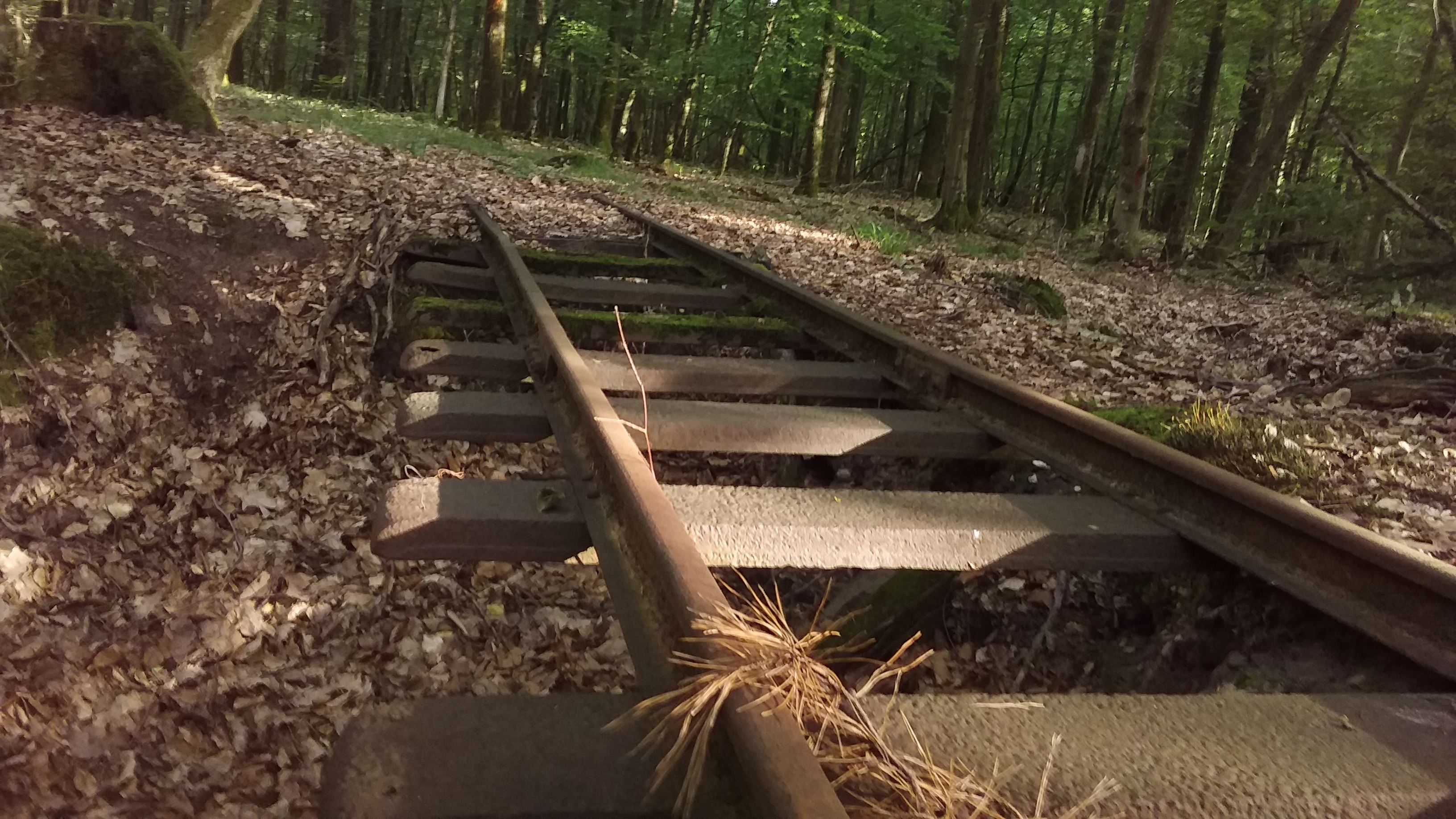
Ancienne voie ferrée de 60 cm desservant le camp.

Il disposait d'un embranchement ferroviaire relié à la ligne de Steinbourg à Schweighouse-sur-Moder et était relié aux ouvrages par une voie étroite de 60 cm.
Durant la Seconde Guerre mondiale, il est utilisé par les Allemands. Un site de stockage pour les missiles V2 a vraisemblablement été construit au sud du camp.
En 1946, le dépôt de munitions est rattaché à l'établissement général du matériel de Strasbourg sous l'appellation de 737e compagnie de munitions  puis groupement munitions de Neubourg en 1965. À partir de 1975, il est affilié à l'établissement régional du matériel de Gresswiller et devient groupement technique n°1 en 1992.
Le parc de stockage du génie était occupé par l'organe mobilisateur de Neubourg du 1er régiment du génie. En cas de conflit, l'organe mobilisateur de Neubourg était notamment chargé de mettre sur pied le 12e régiment du génie de réserve. 
En 1999, l'établissement du matériel de Gresswiller devient un détachement du 6e régiment du matériel et le dépôt de munitions prend l'appellation de 14e compagnie munitions. 
En 2005, il change encore de rattachement et devient la 7e compagnie munitions du 1er régiment du matériel. 
Depuis 2011, il porte le nom de groupement munitions de Neubourg et fait partie de l'établissement principal des munitions Champagne - Lorraine du Service interarmées des munitions.
Le dépôt de munitions s'étend sur 97 hectares et compte quarante « igloos » en béton de 200 m2 construits entre 1978 et 1995. C'est une installation classée pour la protection de l'environnement et une zone de défense hautement sensible. Sa capacité admissible théorique est de 1 445 tonnes de matière active et environ 12 000 tonnes de matériel peuvent y être stockées. Il approvisionne aujourd'hui différents régiments de l'Est et d'Allemagne (Belfort, Bitche, Colmar, Dieuze, Haguenau, Phalsbourg, Sarrebourg, Strasbourg, Meyenheim, Müllheim, Mutzig). Une cinquantaine de personnes (artificiers, maîtres-chiens, personnels administratifs) y sont employées. 
La fermeture du site était annoncée pour 2018 dans le cadre des restructurations du Service interarmées des munitions mais a finalement été annulée.

### Insigne

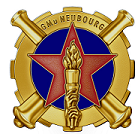
Insigne du GMu de Neubourg.

L'insigne du groupement munitions de Neubourg reprend celle de la compagnie d'ouvriers d'artillerie du 64e régiment d'artillerie d'Afrique. Incorporé à la 2e division blindée, le 64e RAA participa à la libération de Strasbourg en 1944.
- les deux canons en sautoir et la roue dentée sont les attributs du matériel ;
- le flambeau symbolise la maîtrise du feu et de la poudre ;
- l'étoile chérifienne représente le Maroc où fut fondé le régiment ;
- le bleu et l'écarlate sont les couleurs de l'artillerie.